# Karl Skraup
Karl Skraup (* 31. Juli 1898 in Atzgersdorf, Österreich-Ungarn; † 2. Oktober 1958 in Grünwald) war ein österreichischer Volksschauspieler. Er gehörte zu den populärsten Schauspielern Österreichs seiner Zeit.

## Leben
Karl Skraup wurde vom Schriftsteller Franz Theodor Csokor im Wiener Vorort Perchtoldsdorf bei einer Freilicht-Aufführung entdeckt. Csokor empfahl ihn Rudolf Beer, der damals das Deutsche Volkstheater und das Raimundtheater in Wien leitete. Dieser beschäftigte Skraup jedoch zunächst nur als Inspizient. Als Beer 1924 von dem bis dahin unbekannten Luigi Pirandello das Stück Sechs Personen suchen einen Autor zur deutschsprachigen Erstaufführung brachte, ließ er den Inspizienten des Dramas durch den wirklichen Inspizienten spielen, durch Karl Skraup. In dieser Aufführung, wurde Skraup entdeckt, mit ganzen vier Sätzen und einer „jämmerlichen Elendsgestalt“, die mit seiner besonderen Stimme ausgestattet war. Es folgten auch Engagements in Basel, Brünn und Straßburg.
Ab 1935 war er ständiges Mitglied des Ensembles des Wiener Volkstheaters unter den Direktoren Rudolf Beer, Walter Bruno Iltz, Günther Haenel, Paul Barnay und Leon Epp. Skraup stand 1944 in der Gottbegnadeten-Liste des Reichsministeriums für Volksaufklärung und Propaganda.
Er verließ sich nicht auf traditionelle Wirkungen, sondern erkämpfte mit sucherischer Leidenschaft die Tiefe und Fülle des wienerischen Humors. Symptomatisch war Skraups brüchige, raue Stimme und eine schmale, kleine, verdrückte Gestalt.
Ab den 1930er-Jahren trat Skraup auch in vielen Kinofilmen auf.
Er starb am 2. Oktober 1958 in Grünwald im Alter von sechzig Jahren an den Folgen einer Magenblutung und wurde nach Wien überführt. Seine Grabstelle befindet sich auf dem Atzgersdorfer Friedhof in Wien (Gruppe M, Nummer 97).

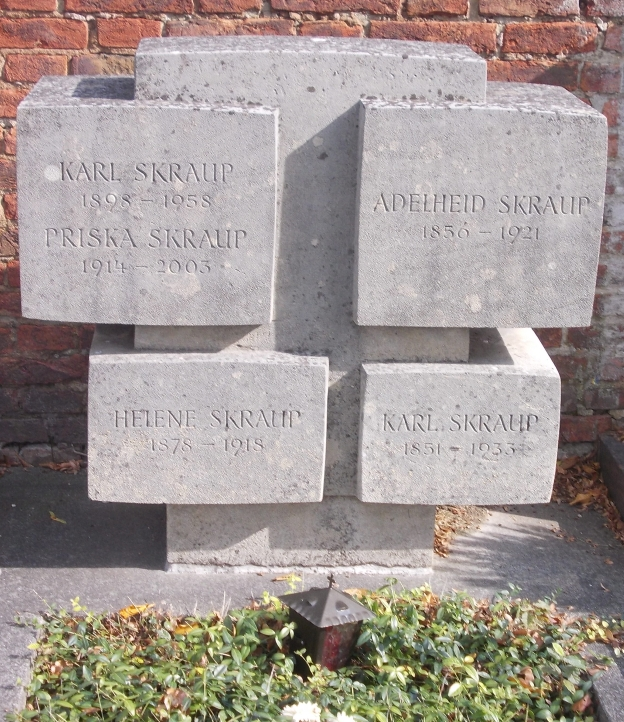
Grabstätte von Karl Skraup

Oskar Maurus Fontana sagte 1968 in einer Rede anlässlich der Vergabe des neu geschaffenen Karl-Skraup-Preises: „Deine Gestalten hatten immer recht und unrecht zugleich, gefangen in einem unlösbaren Pallawatsch des Denkens, Fühlens und Seins und stets aus ihm ausbrechend in eine souveräne Freiheit. Die Wiener Komik wurde durch Dich um einen neuen Typ vermehrt und die Wiener Menschendarstellungskunst durch Dich um ein neues Sehen und Gestalten bereichert.“

## Repertoire
Dank seiner Vielseitigkeit verkörperte Skraup nicht nur komische, sondern auch ernste Rollen mit großem Erfolg. Als „Episodist des Grotesken“ spielte er den Schufterle in Schillers Die Räuber und den Puck in Shakespeares Ein Sommernachtstraum (beide 1938). Bald entwickelte sich Skraup zum tragenden Volksschauspieler des wienerischen Humors und zum großen Menschendarsteller.
Skraup spielte so Gegensätzliches wie die drastischen Figuren des Frosch in der Fledermaus von Johann Strauss und des Menelaos in Jacques Offenbachs Schöne Helena, aber auch die melancholischen Narren Shakespeares, den Probstein in Wie es euch gefällt und den Narren in König Lear und den alten Miller in Schillers Kabale und Liebe. Er spielte den verschlagenen Tischler Engstrand in Henrik Ibsens Gespenster mit Else und Albert Bassermann und den Flüchtling Jakobowsky in Franz Werfels Emigranten-Komödie Jakobowsky und der Oberst, den revolutionären Bettler in Calderons Das große Welttheater, den Kammerheizer Stockel in Der junge Baron Neuhaus und den alten Weiring in Arthur Schnitzlers Liebelei. Skraup brillierte als halbverwirrter König in G. B. Shaws Die heilige Johanna, als pedantischer Kanzlist Bormann in Katakomben von Gustav Davis, als Zauberkönig in der österreichischen Erstaufführung von Horváths Geschichten aus dem Wiener Wald (1948), einem der größten Theaterskandale der Nachkriegszeit (mit Inge Konradi und Harry Fuss) oder in Hermann Bahrs Der Querulant und als der brave Soldat Schwejk. Glanzrollen waren 1948 der Herr Schlögl in Hunderttausend Schilling von Alexander Farago und Kleines Genie (1955).
Vor allem aber im österreichischen Volksstück schuf Skraup unvergessliche Gestalten: Er spielte in zahlreichen Stücken Johann Nestroys, oft in der Regie von Gustav Manker, darunter den Krautkopf in Der Zerrissene (1942), Kampl (1947), den Melchior in Einen Jux will er sich machen (1950), den Hausknecht Muffl in Frühere Verhältnisse, Spund in Der Talisman (1951), in Der alte Mann mit der jungen Frau, in Mein Freund (1955) und den Hobelmann in Lumpazivagabundus (1957). Er war Ferdinand Raimunds Geisterkönig Longimanus in Der Diamant des Geisterkönigs (1944) und der dienstbare Geist Azur in Der Verschwender (1949). In Ludwig Anzengrubers Stücken war er der Bauer Dusterer in Der G’wissenswurm, 1949 der Wurzelsepp in Der Pfarrer von Kirchfeld mit Hans Jaray und Hilde Sochor, später der alte Schalanter in Das vierte Gebot (1952) und in der Verfilmung desselben Stückes (1950) der Hausbesorger Schön.
In Jacques Offenbachs Operette Die schöne Helena, die am Volkstheater von Gustav Manker ins Wiener Idiom übertragen wurde, stand Skraup 1949 neben Fritz Imhoff, Christl Mardayn und Inge Konradi (Bühnenbild: Stefan Hlawa, Choreografie: Rosalia Chladek) als König Menelaus auf der Bühne, wobei er Abend für Abend in seiner Rede ans griechische Volk extemporierend aktuelles Wiener Tagesgeschehen in seinen Text einbaute.

## Karl Skraup-Preis
Zu Skraups Ehren wurde der Karl-Skraup-Preis gegründet, der von 1969 bis 2010 am Wiener Volkstheater verliehen wurde.

## Filmografie
- 1933: Abenteuer am Lido
- 1934: Ein Stern fällt vom Himmel
- 1934: Salto in die Seligkeit
- 1934: Vorstadtvarieté
- 1935: Die ganze Welt dreht sich um Liebe
- 1935: Die ewige Maske
- 1935: Tanzmusik
- 1936: Burgtheater
- 1936: Heut’ ist der schönste Tag in meinem Leben
- 1936: Lumpacivagabundus
- 1936: Silhouetten
- 1936: Unsterbliche Melodien
- 1937: Premiere
- 1937: Die Glücklichste Ehe der Welt
- 1937: Musik für dich
- 1937: Zauber der Boheme
- 1938: 13 Stühle
- 1938: Adresse unbekannt
- 1938: Spiegel des Lebens
- 1938: Die Unruhigen Mädchen (Finale)
- 1939: Leinen aus Irland
- 1939: Liebe streng verboten
- 1939: Unsterblicher Walzer
- 1940: Golowin geht durch die Stadt
- 1940: Der Herr im Haus
- 1940: Das Jüngste Gericht
- 1940: Krambambuli
- 1940/54: Tiefland
- 1941: Liebe ist zollfrei
- 1942: Brüderlein fein
- 1942: Die heimliche Gräfin
- 1942: Violanta
- 1943: Die kluge Marianne
- 1943: Paracelsus
- 1943/47: Am Ende der Welt
- 1944: Am Vorabend
- 1944: Das Herz muß schweigen
- 1944: Musik in Salzburg
- 1944: Warum lügst Du, Elisabeth?
- 1944/48: Ein Mann gehört ins Haus
- 1944/49: Ein Herz schlägt für Dich
- 1945: Der Fall Molander
- 1945/47: Der Millionär
- 1946: Der weite Weg
- 1947: Die Glücksmühle
- 1947: Singende Engel
- 1947: Die Welt dreht sich verkehrt
- 1948: Der Engel mit der Posaune
- 1948: Königin der Landstraße
- 1948: Die Schatztruhe
- 1948: Das singende Haus
- 1948: An klingenden Ufern
- 1949: Wilderernacht (Liebesprobe)
- 1950: Auf der Alm, da gibt’s koa Sünd
- 1950: Cordula
- 1950: Kind der Donau
- 1950: Das vierte Gebot
- 1951: Frühling auf dem Eis
- 1952: Abenteuer im Schloss
- 1953: Der Kaplan von San Lorenzo
- 1953: Seesterne
- 1953: Flucht ins Schilf
- 1953: Geh mach Dein Fensterl auf
- 1953: Der Klosterjäger
- 1954: Wenn du noch eine Mutter hast (Das Licht der Liebe)
- 1954: Maxie
- 1954: Wenn ich einmal der Herrgott wär
- 1955: Herr Puntila und sein Knecht Matti
- 1955: Um Thron und Liebe
- 1956: Gasparone
- 1957: Die Heilige und ihr Narr
- 1957: Und so was will erwachsen sein (Die Winzerin von Langenlois)
- 1958: Der Schäfer vom Trutzberg